# Dimoni (programa)
En UNIX i altres sistemes operatius multitasca, un dimoni és un programa informàtic que treballa en segon terme més que sota el control directe de l'usuari i normalment s'inicia com a procés. Els dimonis solen tenir noms acabats en d que els identifiquen com a tals; per exemple, syslogd seria el dimoni que gestiona el registre (log) del sistema.
El nom prové de l'anglès daemon, que al seu torn el pren del "dimoni de Maxwell", i va ser usat en informàtica per primer cop en l'àmbit del Projecte MAC del MIT. La terminologia d'UNIX va heretar el terme, i amb posterioritat se'l va convertir en acrònim per a l'expressió trobada ad hoc "disk and execution monitor".

Els dimonis solen tenir les següents característiques:
- No disposen d'una interfície directa amb l'usuari, ja siga gràfica o textual.
- No fan ús d'entrades i eixides estàndard per a comunicar errors o registrar el seu funcionament, sinó que usen arxius del sistema en zones especials (/var/log/ en els UNIX més moderns) o utilitzen altres dimonis especialitzats en aquest registre com el syslogd.

Per exemple, una màquina que alberga un servidor web utilitzarà un dimoni httpd (HTTP Daemon) per a oferir el servei i que els visitants a aquesta web puguen accedir. Altre exemple són els dimonis "cronològics" com cron, que realitzen tasques programades com manteniment del sistema en segon pla.